# Bernardyńskie Studium Filozoficzne w Bydgoszczy
Bernardyńskie Studium Filozoficzne w Bydgoszczy – szkoła średnia prowadzona w okresie staropolskim w Bydgoszczy przez zakon bernardynów.
Szkoła powstała w 1530 r., prawdopodobnie po utracie toruńskiego konwentu bernardynów. Było to studium filozoficzne, w którym nauczano kandydatów na zakonników: logiki, przyrody, metafizyki oraz kosmologii. Początkowo cykl nauki trwał dwa lata, później wprowadzono trzyletni okres nauczania.
Pełny trzyletni kurs studium obejmował:
- retorykę – pierwszy rok,
- filozofię – drugi rok,
- prawo kanoniczne – trzeci rok.

W 1672 r. ze studium bydgoskiego przeniesiono teologię moralną do Warszawy. Szkoła działała nieprzerwanie do 1725 r. Jej funkcjonowania nie przerwała nawet zaraza w 1709 r., która zdziesiątkowała ludność Bydgoszczy, gdyż lektorzy ze studentami udali się nad jezioro Palczyn, gdzie przebywali do lutego 1711 r. Gdy po tumulcie toruńskim w 1725 r. reaktywowano w tamtejszym kościele NMP konwent bernardynów, przeniesiono tam z Bydgoszczy o. Cherubina Watsona i wraz z nim całe studium teologiczne. W jego miejsce powołano do życia w 1728 r. studium retoryki. Po krótkim zawieszeniu pracy w 1730 r. działało ono do 1737 r., kiedy to powróciło z Torunia studium filozoficzne.
W 1756 r. przeniesiono jeszcze do Świecia studium prawa kanonicznego.
Szkołę ostatecznie zamknięto w 1774 r., po przejściu Bydgoszczy pod władzę pruską. Dwóch lektorów i 10 studentów przeniesiono do Łowicza z polecenia prowincjała Floriana Willanta.
Jednym z profesorów studium był w latach 30. XVI wieku Bartłomiej z Bydgoszczy – bernardyn, leksykograf, pierwszy twórca słownika łacińsko-polskiego.